# Некрополь (роман)
«Некрополь» (англ. Necropolis) — готично-фантастичний роман британського письменника Безіла Коппера. Вийшов 1980 року у видавництві Arkham House тиражем 4050 примірників. Це третя книга Коппера, що вийшла у Arkham House.

## Сюжет
Події роману переносять читача у Вікторіанську Англію. Клайд Бітті, приватний детектив, найнятий Анджелою Мередіт для розслідування смерті батька. Розслідування цієї смерті приводить детектива до будинку літніх людей у Суррей, яким керує зловісний доктор Горацій Кушман. А тим часом результати розтину батька міс Мередіт показують, що його було вбито, Кушман втікає до Лондона, ведучи за собою Бітті, зрештою, доктор опиняється на моторошному цвинтарі Броквуд й розкриває злочинну змову, пов’язану з золотими злитками на мільйони фунтів.

## Видання

### Arkham House
- Друге видання, 1981 - 1 539 примірників.

### Valancourt Books
- У 2013 році Valancourt Books перевидали «Некрополь» з ілюстраціями Стефана А. Фабіана та новою передмовою від Стівена Джонса.

### Інші
- Лондон: Sphere Books, 1981.